# Zero: The Kamikaze Squirrel
Zero: The Kamikaze Squirrel (с англ. — «Зеро: белка-камикадзе») — компьютерная игра в жанре платформера, выпущенная для игровых приставок Super Nintendo и Sega Mega Drive американской компанией Iguana Entertainment в июле 1994 года.

## Игровой процесс

Zero: The Kamikaze Squirrel

Игрок управляет белкой по имени Зеро, сражающейся с врагами, используя навыки ниндзя. Её цель — спасти лес от промышленника Якова Ле Шитса (англ. Jacques Le Sheets), решившего переработать деревья в бумагу. Игра является тематическим продолжением серии игр Aero the Acro-Bat, в которой Зеро играла роль злодея, и включает в себя 15 уровней.